# Asota indica
Asota indica là một loài bướm đêm trong họ Erebidae.